# Ngô Huy Cẩn
Ngô Huy Cẩn sinh năm 1941, là Giáo sư, Tiến sĩ khoa học ngành cơ học thủy khí, nguyên Chủ tịch Hội đồng Khoa học Viện Cơ học Việt Nam, nguyên Trung tá, Trưởng phòng Thủy khí động lực, Viện Vũ khí- Tổng cục Công nghiệp Quốc phòng
Ông sinh ra và lớn lên tại làng Tảo Khê, xã Tảo Dương Văn, huyện Ứng Hòa, tỉnh Hà Tây cũ. Vợ của ông là Phó Giáo sư, Tiến sĩ dược Trần Lưu Vân Hiền, công tác tại Bệnh viện Y học cổ truyền Trung ương, Việt Nam. Ngô Thúc Lanh, một Giáo sư toán viết cuốn sách Đại số đầu tiên là người họ hàng nhà ông. Con trai ông là Ngô Bảo Châu là một nhà toán học, người Việt Nam đầu tiên giành được Huy chương Fields.